# Valute storiche della Polonia
Monete e banconote storiche della Polonia

## Prima del XX secolo
| Unità (ZŁ)                                 | Dritto | Rovescio |
| ------------------------------------------ | ------ | -------- |
| Monete (Regno di Polonia)                  |        |          |
| Banconote (Confederazione polacco-lituana) |        |          |
| 4 zł                                       |        |          |
| Banconote (Ducato di Varsavia)             |        |          |
| Monete (1815-1850)                         |        |          |
| 2 zł                                       |        |          |
| 5 zł                                       |        |          |
| Banconote (1850-1917)                      |        |          |

## Prima metà XX secolo
| Unità (ZŁ)            | Dritto | Rovescio |
| --------------------- | ------ | -------- |
| Banconote (1917-1924) |        |          |
| 1/2 mark              |        |          |
| 10 mark               |        |          |
| 50 mark               |        |          |
| 100 mark              |        |          |
| Banconote (1924-1939) |        |          |
| 10 gr                 |        |          |
| 2 zł                  |        |          |
| 5 zł                  |        |          |
| 20 zł                 |        |          |
| 50 zł                 |        |          |
| 100 zł                |        |          |
| Banconote (1939-1944) |        |          |
| 5 zł                  |        |          |
| 20 zł                 |        |          |
| 50 zł                 |        |          |
| 500 zł                |        |          |

## Dopo la seconda guerra mondiale
| Unità (ZŁ)          | Dritto | Rovescio |
| ------------------- | ------ | -------- |
| Banconote 1948-1950 |        |          |
| 20 zł               |        |          |
| 100 zł              |        |          |
| 500 zł              |        |          |
| 1000 zł             |        |          |
| Banconote 1950-1978 |        |          |
| 2 zł                |        |          |
| 5 zł                |        |          |
| 10 zł               |        |          |
| 20 zł               |        |          |
| 50 zł               |        |          |
| 100 zł              |        |          |
| 500 zł              |        |          |
| 1000 zł             |        |          |

## Serie 1974
| Serie 1974 | Serie 1974 | Serie 1974   | Serie 1974  | Serie 1974       | Serie 1974             | Serie 1974 | Serie 1974     | Serie 1974 | Serie 1974 |
| Immagine | Immagine   | Valore       | Dimensioni  | Colore           | Fronte                 | Verso | Anno di stampa |            |            |
| --- | ---------- | ------------ | ----------- | ---------------- | ---------------------- | --- | -------------- | ---------- | ---------- |
| |            | 10 zł        | 139 x 63 mm | Verde-blu        | Józef Bem              | Indicazione di valore                                                                                                | 1982           |            |            |
| |            | 20 zł        | 139 x 63 mm | Multicolore      | Romuald Traugutt       | Indicazione di valore                                                                                                | 1982           |            |            |
| |            | 50 zł        | 139 x 63 mm | Verde            | Karol Świerczewski     | Ordine della Croce di Grunwald                                                                                       | 1975           |            |            |
| |            | 100 zł       | 139 x 63 mm | Rosso            | Ludwik Waryński        | "Proletaryat" (Giornale del XIX secolo, organo del Partito socialista polacco)                                       | 1975           |            |            |
| |            | 200 zł       | 139 x 63 mm | Violetta         | Jaroslaw Dombrowski    | Monumento ai caduti della Comune di Parigi di Paul-Albert Bartholomé al cimitero di Père-Lachaise                    | 1976           |            |            |
| |            | 500 zł       | 139 x 63 mm | Marrone          | Tadeusz Kościuszko     | "Żywią i Bronią" (Alimentano e difendono), bandiera dei soldati polacchi a Cracovia durante la Rivolta di Kościuszko | 1974           |            |            |
| |            | 1000 zł      | 139 x 63 mm | Blu              | Niccolò Copernico      | Sistema eliocentrico                                                                                                 | 1975           |            |            |
| |            | 2000 zł      | 139 x 63 mm | Marrone          | Mieszko I              | Boleslao il Coraggioso                                                                                               | 1977           |            |            |
| |            | 5000 zł      | 139 x 63 mm | Verde            | Fryderyk Chopin        | Spartito di una Polonaise                                                                                            | 1982           |            |            |
| |            | 10 000 zł    | 139 x 63 mm | Verde e violetto | Stanisław Wyspiański   | Cracovia | 1988           |            |            |
| |            | 20 000 zł    | 139 x 63 mm | Arancione        | Maria Skłodowska-Curie | Reattore nucleare a fissione "Ewa" vicino a Varsavia                                                                 | 1989           |            |            |
| |            | 50 000 zł    | 139 x 63 mm | Marrone          | Stanisław Staszic      | Sede dell'Accademia polacca delle scienze a Varsavia                                                                 | 1989           |            |            |
| |            | 100 000 zł   | 139 x 63 mm | Blu              | Stanisław Moniuszko    | Grande Teatro-Opera Nazionale                                                                                        | 1990           |            |            |
| |            | 200 000 zł   | 139 x 63 mm | Marrone          | Stemma della Polonia   | Varsavia | 1989           |            |            |
| |            | 500 000 zł   | 139 x 63 mm | Blu e marrone    | Henryk Sienkiewicz     | "Trilogia" | 1990           |            |            |
| |            | 1 000 000 zł | 139 x 63 mm | Marrone chiaro   | Władysław Reymont      | Paesaggio di campagna                                                                                                | 1991           |            |            |
| |            | 2 000 000 zł | 139 x 63 mm | Multicolore      | Ignacy Jan Paderewski  | Stemma della Polonia del 1919                                                                                        | 1992           |            |            |
| Queste immagini sono scalate a 0,7 pixel per millimetro, uno standard di Wikipedia per le banconote mondiali. Per altre informazioni vedi tabella con le specifiche delle banconote. |            |              |             |                  |                        | |                |            |            |